# Þorsteinn frá Hamri
Þorsteinn frá Hamri (svensk stavning Torsteinn frá Hamri), född som Þorsteinn Jónsson, 15 mars 1938, död 28 januari 2018, var en isländsk poet och romanförfattare. Hans verk tar avstamp i tradition, folktro och natur och avhandlar modernismens teman om fragmentering och språkets förmåga. Hans dikter använder till stor del traditionella isländska versmått. Utöver diktsamlingar, den första utgiven 1958, har han skrivit tre romaner. I likhet med Hannes Pétursson har han skrivit sagnaþættir, en traditionell form av lokalhistoria. Han har även översatt barnlitteratur från svenska, däribland Sven Nordqvists böcker om Pettson och Findus.
Þorsteinn fick Isländska litteraturpriset 1992 för diktsamlingen Sæfarinn sofandi ("sovande sjöman"). Han har blivit nominerad till Nordiska rådets litteraturpris fem gånger.

## Utgivet
Poesi
- 1958: Í svörtum kufli
- 1960: Tannfé handa nýjum heimi
- 1962: Lifandi manna land
- 1964: Langnætti á Kaldadal
- 1967: Jórvík
- 1972: Veðrahjálmur
- 1977: Tystnadens svärd (Fiðrið úr sæng daladrottningar), på svenska 1978 av Inge Knutsson
- 1982: Spjótalög á spegil
- 1985: Ný ljóð
- 1987: Urðargaldur
- 1992: Sæfarinn sofandi
- 1995: Það talar í trjánum
- 1999: Meðan þú vaktir
- 2000: Vetrarmyndin
- 2002: Meira en mynd og grunur
- 2005: Dyr að draumi
- 2008: Hvert orð er atvik
- 2015: Jättegrytor (Skessukatlar)

Prosa
- 1963: Skuldaskil
- 1969: Himinbjargarsaga eða Skógadraumur
- 1980: Haust í Skírisskógi
- 1987: Ætternisstapi og átján vermenn
- 1989: Vatns götur og blóðs
- 1990: Hallgrímur smali og húsfreyjan á bjargi

## Utmärkelser
Priser
- 1962: Rithöfundsjóður Ríkisútvarpsins
- 1968: Viðurkenning úr Minningarsjóði Ara Jósefssonar
- 1981: Menningarverðlaun DV í bókmenntum för Haust í Skírisskógi
- 1981: Barnabókaverðlaun Fræðsluráðs Reykjavíkur för Gestir í gamla trénu (översättning)
- 1991: Stílverðlaun Þórbergs Þórðarsonar
- 1992: Isländska litteraturpriset för Sæfarinn sofandi
- 1996: Isländska falkordens riddarkors för författare
- 1997: Heiðursstyrkur úr Menningar- og styrktarsjóði SPRON
- 2001: Heiðurslaun Alþingis
- 2004: Ljóðaverðlaun Guðmundar Böðvarssonar
- 2004: Lóð á vogarskál íslenskra bókmennta, verðlaun veitt af Félagi starfsfólks bókaverslana
- 2006: Heiðursfélagi í Rithöfundasambandi Íslands
- 2009: Verðlaun Jónasar Hallgrímssonar á degi íslenskrar tungu

Nomineringar
- 1972: Nordiska rådets litteraturpris för Himinbjargarsaga eða Skógardraumur
- 1979: Nordiska rådets litteraturpris för Tystnadens svärd
- 1984: Nordiska rådets litteraturpris för Spjótalög á spegil
- 1992: Nordiska rådets litteraturpris för Vatns götur og blóðs
- 1995: Isländska litteraturpriset för Það talar í trjánum
- 1999: Isländska litteraturpriset för Meðan þú vaktir
- 2015: Nordiska rådets litteraturpris för Jättegrytor